# Approximation de l'unité
En mathématiques et plus précisément en analyse fonctionnelle, une approximation de l'unité — ou unité approchée — d'une algèbre de Banach A est une suite ou une suite généralisée d'éléments de A qui, en l'absence d'un élément neutre pour la multiplication, lui sert de substitut.

## Définition
Une unité approchée à gauche dans une algèbre de Banach A est une suite (en) d'éléments de A (indexée par les entiers positifs) ou une suite généralisée (indexée par un ensemble ordonné filtrant) telle que pour tout élément a de A, (ena) converge vers a. On définit de même la notion d'unité approchée à droite. Une unité approchée est donc une suite qui est une unité approchée à gauche et à droite.
Exemple
Les espaces L1(ℝn) et L1(𝕋n), munis du produit de convolution, sont des algèbres de Banach commutatives sans unité, mais dans lesquelles tout noyau de sommabilité est une unité approchée.